# I sogni nelle tasche
I sogni nelle tasche è un singolo della cantante italiana Silvia Salemi, composto da Salemi stessa insieme a Marco Masini, Valerio Carboni, Barbara Montecucco  e Marco Rettani, è un brano Pop.

## Video musicale
Il videoclip ufficiale del brano è stato caricato sul canale YouTube della cantante il 2 luglio 2021.